# Saucer Country
Saucer Country  là bộ truyện tranh thần thoại UFO ngừng sản xuất được Paul Cornell viết kịch bản và Ryan Kelly vẽ minh họa, do Vertigo phát hành vào năm 2012–2013. Bộ truyện kể về ứng cử viên Tổng thống Mỹ là Thống đốc Alvarado tin rằng mình có thể đã bị người ngoài hành tinh bắt cóc. Bộ truyện bắt đầu xuất bản vào tháng 3 năm 2012. Tác phẩm này là sự pha trộn giữa môi trường chính trị và những câu chuyện về người ngoài hành tinh và UFO.
Ra mắt từ tháng 5 năm 2017, miniseries tiếp theo mang tên Saucer State, bắt đầu xuất bản tại IDW. Saucer State kéo dài trong sáu kỳ và đóng vai trò là phần kết của câu chuyện này.

## Tổng quan
Cốt truyện chính của Saucer Country kể về Arcadia Alvarado, thống đốc người gốc Tây Ban Nha của bang New Mexico hiện đang tham gia tranh cử Tổng thống. Arcadia tin rằng cô từng bị người ngoài hành tinh bắt cóc vào một đêm nọ, và bắt tay vào nhiệm vụ hòng tìm ra tận cùng của bí ẩn này đồng thời tranh cử chức Tổng thống.
Mô tả bộ truyện này trên trang web của mình, Cornell đã viết như sau:
Saucer Country là chuyến du hành xuyên qua thần thoại UFO, một chủ đề mà tôi luôn say mê. Đây là bộ truyện tranh giật gân, đen tối, hồi hộp, nghiêm túc mà tôi hy vọng là có một số nhân vật thấm đẫm tình người ở phần cốt lõi của nó.

Bộ truyện cũng có những câu chuyện ngắn độc lập bên cạnh phần cốt truyện chính. Những câu chuyện này là "chuyện có thật" - lời kể của những người cho rằng mình từng bị người ngoài hành tinh bắt cóc.

## Cốt truyện
Arcadia Alvarado hiện đảm nhận chức thống đốc bang New Mexico và được coi là ứng cử viên chính của Đảng Dân chủ cho vị trí Tổng thống Mỹ. Arcadia bị kẹt giữa một tình hình chính trị đầy biến động khi cô ấy đang tranh cử tổng thống và đồng thời giải quyết nhiệm vụ của mình trên cương vị thống đốc. Arcadia cũng phải đối mặt với người chồng cũ nghiện rượu Michael. Tuy vậy, Arcadia tuyên bố mình bị "người ngoài hành tinh bắt cóc" vào một đêm nọ, nhưng chỉ lưu lại những hình ảnh thoáng qua về cuộc gặp gỡ của cô với người ngoài hành tinh và không nhớ rõ toàn bộ câu chuyện. Vì vậy, với sự giúp đỡ của các đồng nghiệp và nhân viên dưới trướng, Arcadia cố gắng giải quyết bí ẩn về việc mình bị người ngoài hành tinh bắt cóc rõ ràng. Một cựu giáo sư Harvard là Giáo sư Kidd cũng rất quan tâm đến việc tìm hiểu ngọn nguồn câu chuyện này của Arcadia.

## Nhân vật
- Thống đốc Arcadia Alvarado: Arcadia là nhân vật chính trong truyện. Cô là thống đốc bang New Mexico và là người Mỹ gốc Mexico. Arcadia tuyên bố đã bị người ngoài hành tinh bắt cóc, nhưng không thể biện minh hoàn toàn cho điều đó do cô ấy không kể lại toàn bộ câu chuyện. Arcadia có tính cách cương quyết và tập trung.[1]
- Giáo sư Kidd: Giáo sư Kidd là cựu giáo sư Harvard và có mối quan tâm sâu sắc đến thần thoại UFO dù ông hay bày tỏ thái độ hoài nghi về đề tài này. Kidd còn có những cuộc gặp gỡ kỳ lạ với một cặp đôi bí ẩn thỉnh thoảng khuyên bảo và chỉ dẫn ông nữa.[1]
- Michael: Michael là chồng cũ của Arcadia. Michael nghiện rượu[8] và thiếu đi hành động anh hùng mà Arcadia thường hay thể hiện. Anh ta có mặt trong chiếc xe vào đêm mà Arcadia tuyên bố mình bị bắt cóc.[1]

## Đón nhận
Bộ truyện nhận được đánh giá chung tích cực. James Hunt của Comic Book Resources đã nhận xét về số ra đầu tiên, ca ngợi tài năng của Cornell và Kelly, nhưng cũng chỉ trích số ra kết thúc quá nhanh. Geeks of Doom mô tả truyện này là "điều chắc chắn sẽ trở thành một bộ truyện tranh kinh điển được yêu thích và một ngày nào đó chúng ta sẽ kinh ngạc nhìn lại số đầu tiên này và nghĩ rằng 'Tôi không thể tin được tất cả những gì đã xảy ra kể từ lúc đó". Nhà phê bình và tác giả truyện tranh Joey Esposito của IGN chấm cho số đầu tiên 8/10 điểm khả dĩ và đã tóm tắt như sau: "Bước chân ra ngoài, Saucer Country có vẻ là một lối vào vững chắc khác xứng đáng với thế hệ của Vertigo Comics". Tuy nhiên, ông cũng chỉ ra rằng tay viết kịch bản Paul Cornell tập trung quá nhiều sự chú ý vào Arcadia và "các yếu tố kỳ lạ" và khi làm như vậy "cuối cùng sẽ trừ đi cơ sở vững chắc được thiết lập ở đây". Ông còn khen ngợi phần tranh truyện của Ryan Kelly, đặc biệt là ngôn ngữ cơ thể và biểu cảm của các nhân vật của họa sĩ này, nhưng lên tiếng chỉ trích màu sắc của số phát hành này. Bộ truyện đã bị hủy sau 14 số phát hành.
Tập đầu tiên đã được đề cử cho Giải thưởng Hugo cho Câu chuyện có Hình ảnh Đẹp nhất năm 2013, nhưng thua tập đầu tiên của bộ truyện Saga.

## Ấn bản sưu tập
- Saucer Country Vol. 1: Run (144 trang, tổng tập Saucer Country #1–6 ISBN 978-1-4012-3549-9)
- Saucer Country Vol. 2: The Reticulan Candidate (176 trang, tổng tập Saucer Country #7–14 ISBN 978-1-4012-4047-9)
- Saucer Country (300 trang, tổng tập Saucer Country #1–14 ISBN 978-1-68405-095-6)